# Michael Shrieve
Michael Shrieve, född 6 juli 1949 i San Francisco, är en amerikansk trummis, slagverkare och senare kompositör av elektronisk musik.
Han gjorde sin debut med det klassiska trumsolot i låten "Soul Sacrifice" med Santana på Woodstockfestivalen 1969.

## Fotnoter
1. ↑  Internet Movie Database, IMDb-ID: nm0795390co0047972, läst: 13 oktober 2015.[källa från Wikidata]